# Itamar Ben Gvir
Itamar Ben Gvir (hebrejsky איתמר בן גביר‎‎; * 6. května 1976 Mevaseret Cijon) je izraelský advokát a krajně pravicový politik. Je ministrem národní bezpečnosti v šesté vládě Benjamina Netanjahua (od prosince 2022 do ledna 2025 a znovu od března 2025). Kromě toho je poslancem Knesetu a předsedou strany Židovská síla. Je označován za krajně pravicového. Vzhledem ke svým projevům nenávisti vůči Arabům byl v roce 2007 odsouzen za podněcování k rasismu proti Arabům, ničení majetku a držení propagandistického materiálu zakázané strany Kach, klasifikované v USA jako „entita speciálně označených globálních teroristů (SDGT)“. 
Ben Gvir, osadník na Izraelem okupovaném Západním břehu Jordánu, čelil obvinění z nenávistných projevů vůči Arabům a byl známý tím, že má ve svém obývacím pokoji portrét izraelsko-amerického teroristy Barucha Goldsteina, který v roce 1994 při masakru v Jeskyni patriarchů v Hebronu zmasakroval 29 palestinských muslimských věřících a 125 dalších zranil. Po svém vstupu do politiky portrét odstranil. V minulosti byl také odsouzen za podporu teroristické organizace Kach, která se hlásila ke kahanismu, extremistické náboženské sionistické ideologii.
Pod jeho vedením získala strana Židovská síla, která se hlásí ke kahanismu a antiarabismu, ve volbách do Knesetu v roce 2022 šest mandátů a je zastoupena ve vládě, která bývá označována za nejpravicovější a také nejtvrdší v dějinách Izraele. Vyzývá k vyhoštění izraelských Arabů, kteří nejsou loajální vůči Izraeli. Jako advokát je známý tím, že obhajuje židovské radikály souzené v Izraeli.
Ben Gvir byl dlouho obviňován z toho, že je provokatér, neboť v minulosti jako aktivista a poslanec Knesetu několikrát navštívil Chrámovou horu, vedl sporné pochody Muslimskou čtvrtí jeruzalémského Starého Města a zřídil kancelář ve čtvrti Šejch Džarach, ze které bylo vystěhováno několik Palestinců. Dne 3. ledna 2023 navštívil Chrámovou horu, kde se nachází mešita al-Aksá, což vyvolalo mezinárodní vlnu kritiky. Tato návštěva byla označena za provokativní.

## Raný život
Ben Gvir se narodil v Mevaseret Cijon. Jeho otec se narodil v Jeruzalémě iráckým židovským přistěhovalcům. Věnoval se psaní. Jeho matka byla kurdská židovská přistěhovalkyně, která byla v mládí aktivní v Irgunu. Jeho rodina byla sekulární, ale jako teenager přijal náboženské a radikálně pravicové názory během první intifády. Studoval na střední škole v Jeruzalémě. Ve dvanácti letech zahájil Ba'alej tšuva. Nejprve se připojil k pravicovému mládežnickému hnutí spojenému se stranou Moledet a poté vstoupil do mládežnického hnutí ještě radikálnější strany Kach, která byla nakonec izraelskou vládou označena za teroristickou organizaci a postavena mimo zákon. Stal se koordinátorem mládeže organizace Kach a tvrdil, že byl ve 14 letech zadržen. Kvůli své krajně pravicové politické minulosti mu nebylo umožněno absolvovat vojenskou službu v Izraelských obranných silách.
Ben Gvir byl nadále spojován s kahanistickým hnutím. Jeho strana Židovská síla byla považována za nástupce organizace Kach. Při zakládání strany Židovská síla prohlašoval, že se nebude jednat o Kach nebo odštěpeneckou skupinu. Prováděl řadu krajně pravicových aktivit, které vyústily v desítky obvinění. V rozhovoru z listopadu 2015 tvrdil, že byl obviněn 53krát. Ve většině případů byla obvinění zamítnuta soudem. V roce 2007 byl však odsouzen za podněcování k rasismu.
V 90. letech se Ben Gvir aktivně účastnil protestů proti dohodám z Osla. V roce 1995, několik týdnů před atentátem na předsedu vlády Jicchaka Rabina, se poprvé dostal do povědomí veřejnosti, když vystoupil v televizi s ozdobou na kapotě Cadillacu, která byla ukradena z Rabinova auta, a prohlásil: „Dostali jsme se k jeho autu a dostaneme se i k němu“.

## Advokátní kariéra

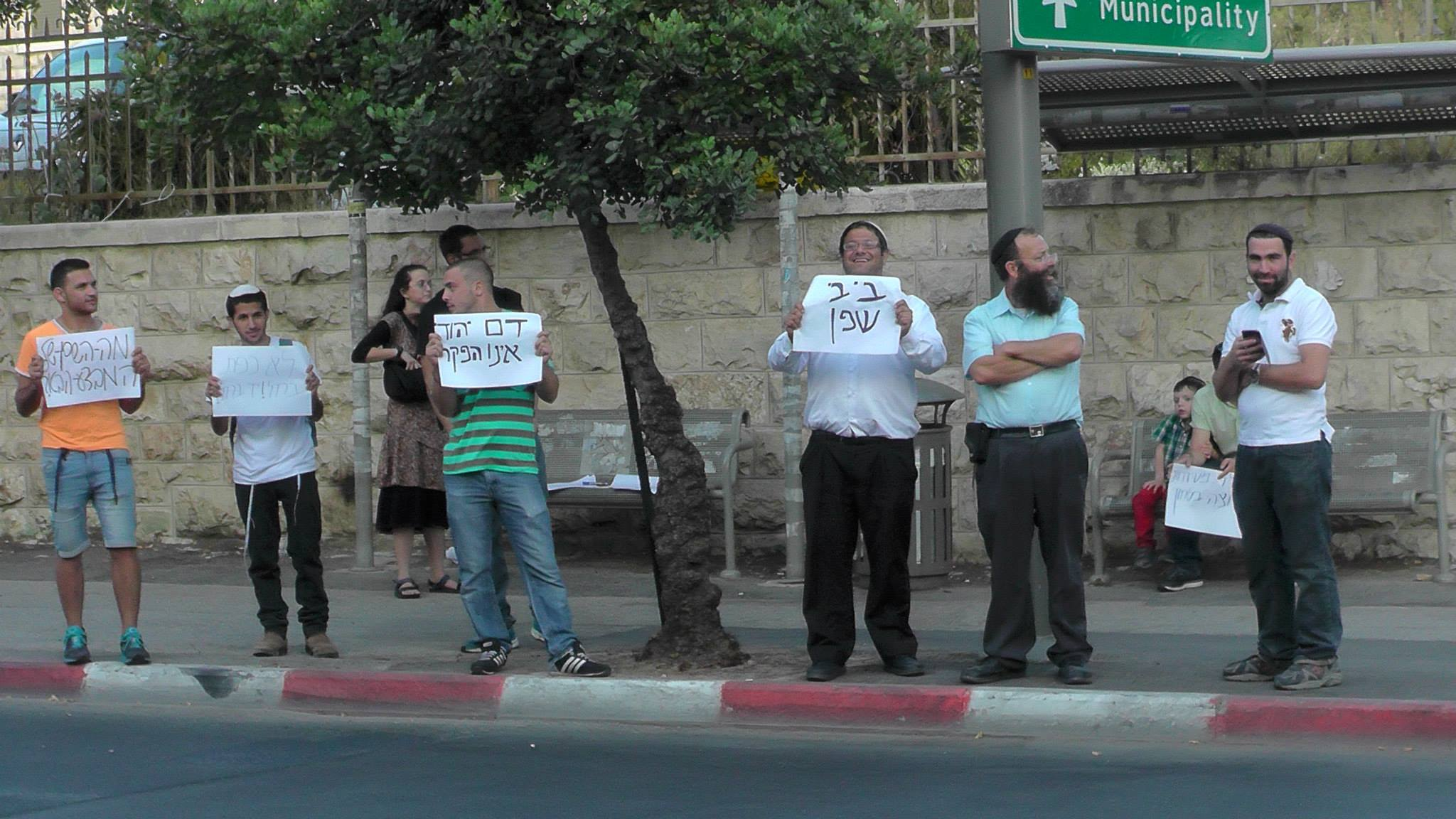
Ben Gvir demonstruje proti příměří v Gaze během operace Ochranné ostří v roce 2014.

Během obžalob se Ben Gvir občas nechal zastupovat a na návrh několika soudců se rozhodl studovat práva. Studoval na Ono Academic College. Na konci studia mu Izraelská advokátní komora znemožnila složit advokátní zkoušku kvůli jeho trestní minulosti. Ben Gvir tvrdil, že toto rozhodnutí bylo politicky motivované. Po řadě odvolání bylo toto rozhodnutí zrušeno, ale bylo rozhodnuto, že budou muset být nejprve vyřešeny tři případy, ve kterých byl v té době obviněn. Poté, co byl Ben Gvir ve všech třech případech zproštěn obvinění, mohl zkoušku složit. Složil písemné i ústní zkoušky a získal licenci k výkonu advokacie.
Jako advokát zastupoval řadu krajně pravicových židovských aktivistů podezřelých z terorismu a zločinů z nenávisti. Mezi významné klienty patří Benci Gopstein a dva mladiství obvinění ze žhářského útoku v Dúmě. Deník Ha'arec popsal Ben Gvira jako „muže, který se stará o židovské extremisty, kteří mají problémy se zákonem“. Je také advokátem Lehavy, krajně pravicové izraelské organizace proti asimilaci, která je aktivní v boji proti židovským sňatkům s nežidy a zažalovala Jeruzalémský islámsky vakf.
Ben Gvir říká, že jeho práce advokáta pro krajně pravicové židovské aktivisty je motivována snahou pomoci jim, nikoliv pro peníze.

## Politická kariéra

### Počátky
Ben Gvir byl asistentem Micha'ela Ben Ariho během 18. Knesetu. Dne 23. července 2017 se podílel na vedení protestu, kterého se zúčastnily desítky lidí před úřadem předsedy vlády v Jeruzalémě. Protest pořádaly Lehava a Židovská síla.
Dne 25. února 2019 Ben Gvir prohlásil, že izraelští Arabové, kteří nejsou loajální vůči Izraeli, „musí být vyhoštěni“.
Před vstupem do politiky byl Ben Gvir znám tím, že měl ve svém obývacím pokoji portrét izraelsko-amerického teroristy Barucha Goldsteina, který v roce 1994 při masakru v Jeskyni patriarchů v Hebronu zmasakroval 29 palestinských muslimských věřících a 125 dalších zranil; portrét odstranil v rámci příprav na volby do Knesetu v roce 2020 v naději, že bude moci kandidovat za stranu, která byla vedena Naftali Bennettem.

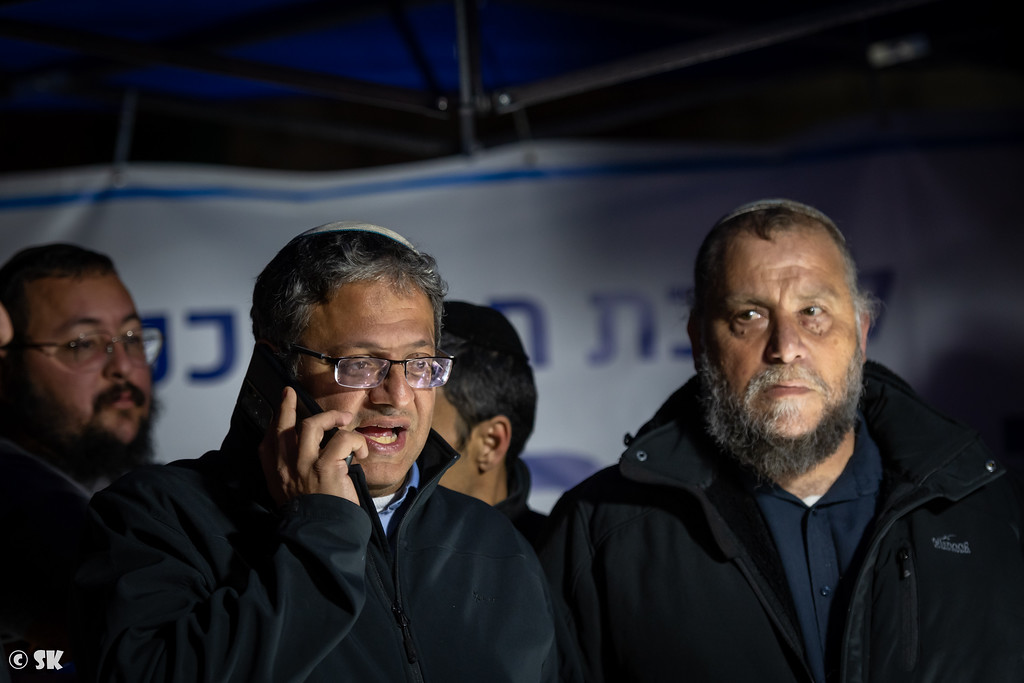
Ben Gvir a Benci Gopstein ve východojeruzalémské čtvrti Šejch Džarach (únor 2022)

Ben Gvir se chtěl ve volbách do Knesetu v září 2019 ucházet o křeslo v Knesetu na prvním místě společné kandidátky stran Ocma jehudit a No'am, ačkoli se obě strany rozešly kvůli zařazení sekulárního kandidáta na kandidátku (s čímž strana No'am nesouhlasila).

### Poslancem v Knesetu (od 2021)
Ben Gvir byl na třetím místě společné kandidátky stran Ocma jehudit, No'am a Tkuma, které společně kandidovaly ve volbách do Knesetu v roce 2021. Byl zvolen do Knesetu, protože aliance získala šest mandátů.
V květnu 2021 se nechal slyšet, že často navštěvuje východojeruzalémskou čtvrť Šejch Džarach, aby tak projevil solidaritu s židovskými osadníky, kteří zde žijí.
V říjnu 2021 došlo k fyzickému střetu mezi Ben Gvirem a předsedou Sjednocené kandidátky Ajmanem Ode při návštěvě Kaplanovy nemocnice, kde navštívil agenta Hamásu, který držel více než tři měsíce hladovku. Ben Gvir byl proti tomu, aby byl léčen v izraelské nemocnici, a prohlásil, že navštívil zadrženého, aby zkontroloval jeho stav a také aby „zblízka viděl tento zázrak, že člověk zůstává naživu, přestože několik měsíců nejí“. Když se Ben Gvir pokusil vstoupit do pokoje agenta, obvinil Ajmana Ode, že je terorista, protože podporuje extremisty, jako je právě agent. Ode poté udeřil jako první, strčil do Ben Gvira a dvojice se začala přetahovat, než je od sebe oddělili přihlížející. Ben Gvir později podal na Ajmana Ode stížnost a tvrdil, že se „dopustil závažného trestného činu“.

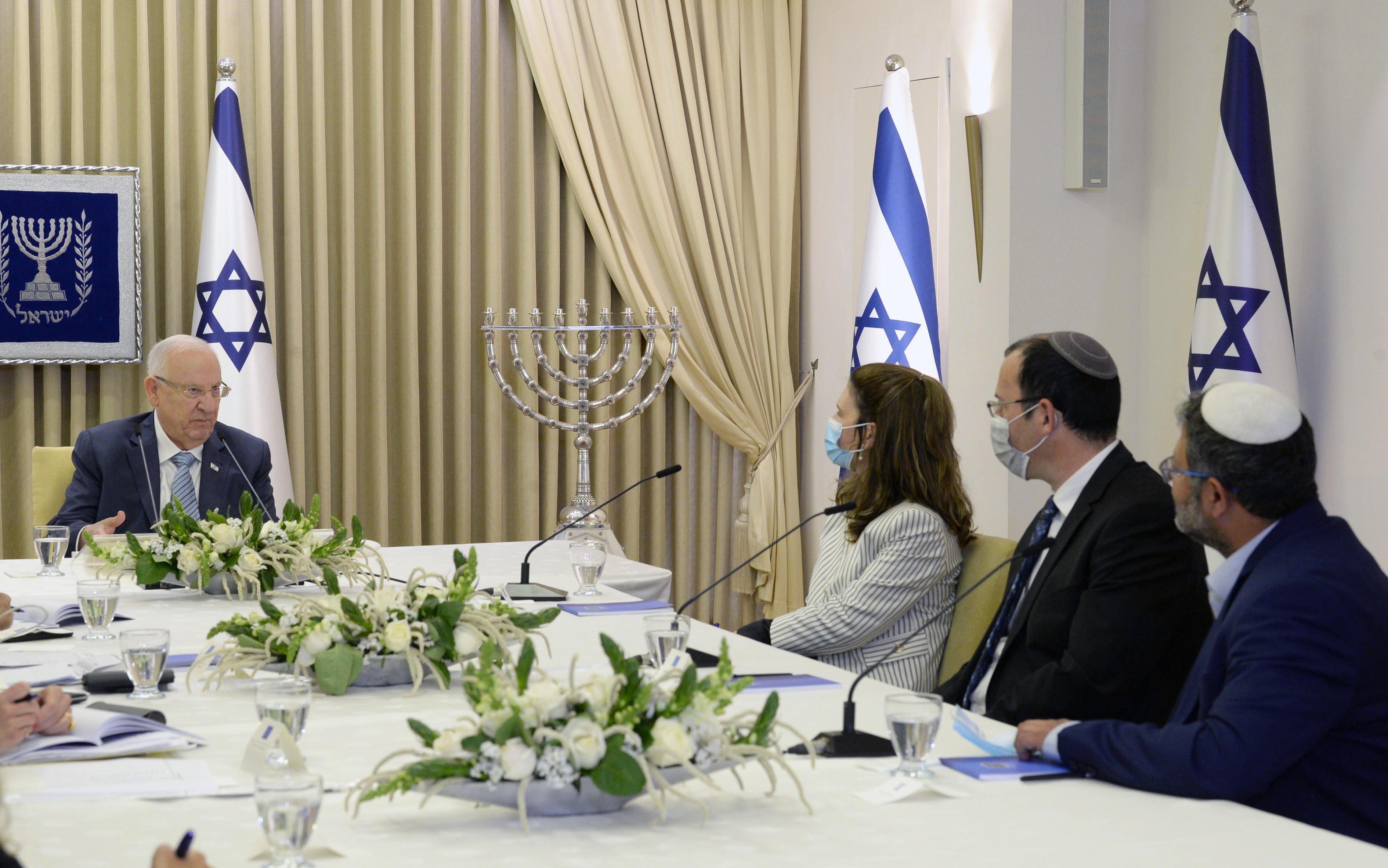
Ben Gvir, Simcha Rothman a Michal Waldiger při setkáni s prezidentem Re'uvenem Rivlinem po volbách do Knesetu v roce 2021

V prosinci 2021 byl Ben Gvir vyšetřován poté, co se objevilo video, na němž během sporu o parkování v podzemních garážích konferenčního centra Expo Tel Aviv vytáhl pistoli na arabskou ochranku. Ochranka požádala Ben Gvira, aby přeparkoval své vozidlo, protože parkoval na zakázaném místě. Poté vytáhl pistoli a namířil ji na ochranku. Obě strany se navzájem posmívaly a Ben Gvir tvrdil, že se cítil ohrožen na životě. Ochranka nebyla ozbrojena. Byl kritizován zákonodárci a incident byl vyšetřován.
V lednu 2022 byla zvýšena úroveň jeho ostrahy. Kvůli častým výhrůžkám smrtí doprovází Ben Gvira na veřejnosti několik členů ochranky a k zajištění jeho bezpečnosti jsou přijímána mimořádná bezpečnostní opatření.
Dne 13. října 2022 se Ben Gvir ve východojeruzalémské čtvrti Šejch Džarach zúčastnil střetů mezi izraelskými židovskými osadníky a místními palestinskými obyvateli, přičemž se oháněl zbraní, policistům říkal, aby stříleli na Palestince, kteří na místo házeli kameny, a křičel na ně, že „my jsme tady domácí, pamatujte si to, já jsem váš domácí“. Toto poselství později zopakoval na Twitteru ráno po volbách do Knesetu v roce 2022 ve svém vítězném tweetu.

### Ministrem národní bezpečnosti (od prosince 2022)
Ve volbách do Knesetu v roce 2022 zaznamenala Ben Gvirova strana nebývalý úspěch, když více než zdvojnásobila počet svých voličů a stala se tak třetí největší stranou ve 25. Knesetu. Koncem listopadu 2022 bylo oznámeno, že Ben Gvir bude stát v čele nově vytvořeného ministerstva národní bezpečnosti, do jehož působnosti bude patřit dohled nad izraelskou hraniční policií na Západním břehu Jordánu.
Dne 3. ledna 2023 Ben Gvir jako ministr národní bezpečnosti navštívil Chrámovou horu, což vyvolalo vlnu mezinárodní kritiky ze strany Spojených států, Evropské unie a arabských zemí včetně Jordánska, Egypta, Saúdské Arábie a Spojených arabských emirátů, které jeho návštěvu označily za provokativní a vyzvaly Izrael, aby respektoval status quo svatých míst. Ben Gvir byl dlouhodobě obviňován z toho, že je provokatérem, neboť v minulosti jako aktivista a poslanec Knesetu několikrát navštívil Chrámovou horu, vedl sporné pochody Muslimskou čtvrtí jeruzalémského Starého Města a zřídil kancelář ve čtvrti Šejch Džarach, ze které bylo vystěhováno několik Palestinců.
V březnu 2023 předběžně nařídil Nejvyšší soud Izraele ministrovi národní bezpečnosti Ben Gvirovi, aby zastavil vydávání operačních příkazů policii, jak mají reagovat na protivládní protesty. V lednu 2024 soud vydal proti takovým příkazům soudní zákaz.
V září 2024 byla Nejvyššímu soudu Izraele předložena petice požadující odvolání ministra Ben Gvira. V petici byly popsány jeho zásahy do policie. Obviněním se ale věnovala izraelská generální prokurátorka Gali Baharavová-Miaraová, která v listopadu 2024 informovala premiéra Netanjahua o tom, že musí dojít k přijetí opatření proti jednání Ben Gvira. Ten podle prokurátorky opakovaně nezákonně zasahoval do policejních řízení a zpolitizoval udělování povýšení. Ben Gvir reagoval tím, že generální prokurátorku obvinil, že spolu s médii se snaží svrhnout pravicovou vládu Izraele. Netanjahu na zasedání vlády upozornil, že jednání prokurátorky povede k ústavní krizi. Načež někteří ministři v čele s Ben Gvirem volali po tom, aby byla odvolána z funkce. Poté, co prokurátorka oficiálně předala stížnost na ministra premiérovi, se Ben Gvir nechal slyšet, že se prokurátorka snaží o převrat. Znovu také vyzval premiéra, aby ji odvolal. Podle vyšetřovací zprávy unikly průkazné korespondence ministra s jeho poradci ohledně zásahů do případů policie.
V lednu 2025, v době blížícího se přijetí dohody o příměří mezi Izraelem a Hamásem, zkritizoval potenciální příměří. Navíc uvedl, že během předchozího roku několikrát zmařil přijetí dohody pohrozením, že jeho strana opustí Netanjahuovu koaliční vládu. Současně se obrátil na sobě blízkého krajně pravicového ministra financí Becal'ela Smotriče, aby i on se svou stranou Národní náboženská strana-Náboženský sionismus pohrozil rozpadem vlády. Na jednání vlády hlasoval proti přijetí dohody o příměří s Hamásem. Poté, co byla dohoda o příměří přijata vládou a vstoupila dne 19. ledna 2025 v účinnost, Ben Gvir a jeho strana opustili vládu s účinností k 21. lednu. V polovině března se poté, co Izrael obnovil boje v Pásmu Gazy, vrátil do vlády a na post ministra. Stalo se tak krátce před klíčovým hlasováním o státním rozpočtu. Média poté spekulovala, že jedním z důvodů obnovení bojů bylo vyhovění Ben Gvirovi výměnou za další podporu vlády. Bez Ben Gvira by vláda neprosadila rozpočet a došlo by k rozpuštění Knesetu a předčasným volbám, protože vláda měla pouze o jednoho poslance víc než opozice. Ben Gvir si pro návrat do vlády stanovil splnění jedné ze tří podmínek: naplnění Trumpova plánu na vyhnání Palestinců z Gazy, úplné zastavení humanitární pomoci do Gazy a obnovení války.
Podle deníku The Wall Street Journal připravoval vrchní žalobce Mezinárodního trestního soudu Karim Khan, před svým nuceným odchodem na dovolenou z důvodu obvinění ze sexuálního útoku, vydání zatykačů na Ben Gvira za izraelské osady na okupovaném Západním břehu Jordánu. V reakci na tuto informaci Ben Gvir oznámil: „Žalobce mě neděsí ani neodrazuje. Pokud je Haag proti mně, vím, že jsem na správné cestě.” Podle deníku The Observer pokračují Khanovi zástupci na přípravě žádosti o vydání zatykačů.
V červnu 2025 ho Spojené království, Kanada, Austrálie, Nový Zéland a Norsko zařadilo spolu s ministrem Becal'elem Smotričem na sankční seznam. Oběma ministrům byl zakázán vstup do těchto států a jejich účty v těchto zemích byly zmrazeny. Na seznam byly zařazeni kvůli podněcování k extremistickému násilí a závažnému porušování lidských práv Palestinců. Americký ministr zahraničí Marco Rubio rozhodnutí odsoudil a uvedl: „… Hamás je teroristická organizace, která spáchala nevýslovná zvěrstva… Připomínáme našim partnerům, aby nezapomínali, kdo je skutečný nepřítel.“ V červenci jej Slovinsko spolu se Smotričem označilo za nežádoucí osoby za jejich extrémní násilí, závazné porušování lidských práv a genocidní výroky během války v Pásmu Gazy.

## Osobní život
Ben Gvir je ženatý s Ejalou (rozenou Nimrodi), učitelkou jazyků. Seznámili se poté, co byla Ejala zatčena za to, že pobývala v outpostu u Hebronu a odmítla podepsat vystěhování.
Manželé mají šest dětí a žijí v osadě Kirjat Arba.